# نايل كيارني
نايل كيارني (بالإنجليزية: Niall Kearney)‏ هو لاعب غولف أيرلندي، ولد في 10 مارس 1988 في دبلن في جمهورية أيرلندا.

## وصلات خارجية
- نايل كيارني على موقع رابطة أوروبا للاعبي الغولف المحترفين (الإنجليزية)
- نايل كيارني على موقع التصنيف العالمي الرسمي للغولف (الإنجليزية)